# Actinoptera filaginis
Actinoptera filaginis es una especie de insecto del género Actinoptera de la familia Tephritidae del orden Diptera.

## Historia
Friedrich Hermann Loew la describió científicamente por primera vez en el año 1862.